# Bình Trung, Cao Lộc
Bình Trung là một xã thuộc huyện Cao Lộc, tỉnh Lạng Sơn, Việt Nam.

## Địa lý
Xã Bình Trung nằm ở phía tây huyện Cao Lộc, có vị trí địa lý:
- Phía đông giáp thành phố Lạng Sơn
- Phía tây giáp huyện Văn Lãng
- Phía nam giáp huyện Văn Quan với ranh giới là sông Kỳ Cùng
- Phía bắc giáp các xã Hồng Phong, Phú Xá, Thụy Hùng.

Xã Bình Trung có diện tích 24,05 km², dân số năm 2018 là 3.308 người, mật độ dân số đạt 138 người/km².

## Lịch sử
Địa bàn xã Bình Trung hiện nay trước đây vốn là hai xã Bình Trung và Song Giáp thuộc huyện Cao Lộc.
Xã Bình Trung và xã Song Giáp vốn thuộc huyện Văn Lãng. Ngày 10 tháng 6 năm 1981, hai xã được sáp nhập vào huyện Cao Lộc.
Trước khi sáp nhập, xã Bình Trung có diện tích 15,14 km², dân số là 2.219 người, mật độ dân số đạt 147 người/km². Xã Song Giáp có diện tích 8,91 km², dân số là 1.089 người, mật độ dân số đạt 122 người/km².
Ngày 21 tháng 11 năm 2019, Ủy ban Thường vụ Quốc hội ban hành Nghị quyết số 818/NQ-UBTVQH14 về việc sắp xếp các đơn vị hành chính cấp xã thuộc tỉnh Lạng Sơn (nghị quyết có hiệu lực từ ngày 1 tháng 1 năm 2020). Theo đó, sáp nhập toàn bộ diện tích tự nhiên và dân số của xã Song Giáp vào xã Bình Trung.